# 다프니스

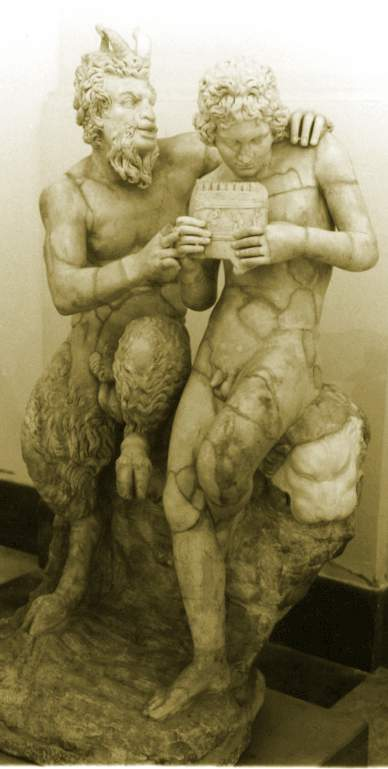
판이 다프니스에게 피리를 가르치고 있는 것을 나타낸 조각품. (기원전 100년 경) 폼페이에서 볼 수 있다.

다프니스(Δάφνις, Daphnis ← 월계수)는 목축시의 발명가로 불리는 시칠리아의 양치기이다.

## 가족
전통에 따르면 다프니스는 헤르메스와 님프의 아들로 간주되었으나 사실 다프니스 스스로는 언젠가는 죽어야 할 운명이었다.